# Ahtna
De Ahtna (ook bekend als  Ahtena, Atna, Ahtna-kohtaene of Copper River) zijn een indianenvolk uit het gebied rond de Copper River in de Amerikaanse staat Alaska. Het is een klein volk dat behoort tot de Dene die een Noord-Athabaskische taal van de Na-Denétaalfamilie spreken.
Hun thuisland, dat ze Atna Nenn noemen, ligt in het gebied van de Copper River in het zuiden van Alaska. De totale Ahtna-bevolking wordt geschat op ongeveer 500.
Als buurvolken kunnen andere Na-Dené-sprekende en Joepik-volken worden genoemd: Dena'ina (in het westen), Koyukon (noordwesten), Tanana (noorden en noordoosten), Tutchone (zuidoost, in Canada), Tlingit (zuidoosten), de Eyak en de Chugach in het zuiden.

## Benaming en taal
De naam kan vertaald worden als "ijsmensen". Soms worden ze ook Copper Indians genoemd vanwege hun woongebied aan de Copper River en zijrivieren in Zuidoost-Alaska. De rivier wordt in hun taal "Atna tuu" genoemd (tuu betekent water). De naam "Yellowknife" is ook wel gebruikt wegens hun koperkleurige messen; een andere indianenvolk in Noord-Canada heeft echter normaliter de naam Yellowknives of Copper Indians.
De Ahtna spreken een Athabaskische taal en ze behoren tot de Subarctische indianen. De Dena'ina in het westen zijn linguïstisch het meest verwant. Waarschijnlijk beheersen nog ongeveer 80 Ahtna's de oorspronkelijke taal. In 1990 werd een woordenboek samengesteld door linguïsticus James Kari, om de taal te behouden. Enkele jaren later brachten de Ahtna zelf een woordenboek uit (The Ahtna Noun Dictionary of Pronunciation Guide: Ahtna Heritage Foundation/Ahtna, Inc., 1998, in 2011 herzien).

## Geschiedenis
De Ahtna migreerden omstreeks 1000 v.Chr. naar hun huidige gebied. 

### Contact met Europeanen
In 1781 arriveerden Russen in de monding van de Copper River. In de loop van volgende jaren trachtten ze verder de rivier op te gaan, maar werden door de Ahtna teruggedreven. In 1819 bouwden de Russen een post bij de samenvloeiing van de Copper- en Chitina-rivier, deze werd vernield.

### 19e en 20e eeuw
In 1867 kochten de Verenigde Staten Alaska van Rusland. Een militaire expeditie in 1885 onder leiding van Henry Tureman Allen verkende de Copper River en het omliggend gebied.

### Huidige tijd

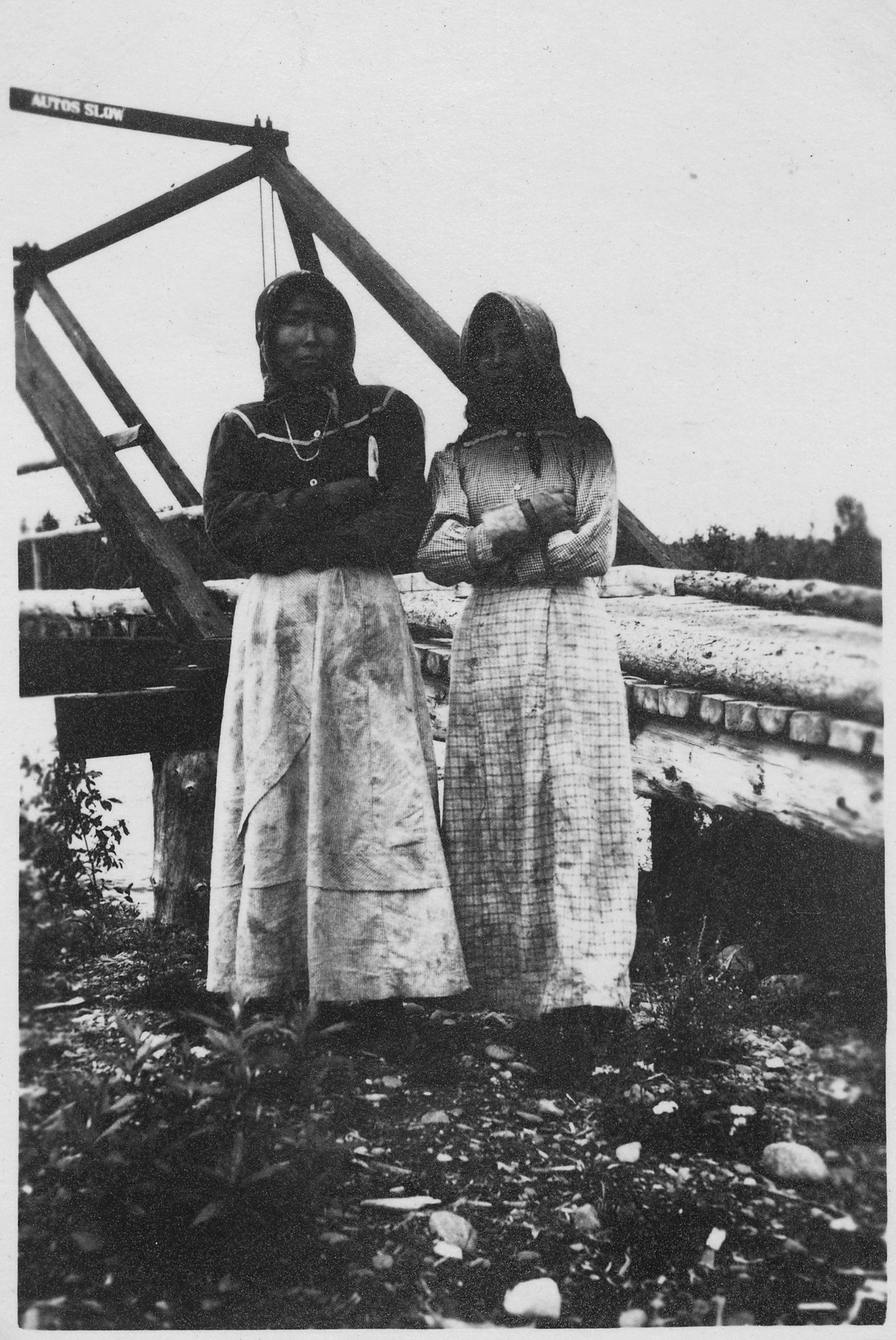
Ahtna vrouwen nabij Copper Center, Alaska

Om profijt te hebben van de Alaska Native Claims Settlement Act van 1971, werd door de Ahtna de "Ahtna, Incorporated" gesticht. Zij beheren het land dat ze kregen toegewezen, ter grootte van 286.000 hectare, met acht dorpen:
1. Kluti Kaah (Copper Center)
2. Gakona
3. Gulkana
4. Mentasta Traditional Council
5. Tazlina
6. Chitina
7. Cantwell
8. Cheesh-Na Tribe (voorheen Native Village of Chistochina).

## Oorspronkelijke leefwijze
De Ahtna leefden oorspronkelijk van de jacht, het verzamelen van wortels en bessen en de zalmvangst. Ze verhandelden bont, huiden en koper met de Inuit, de Tlingit en met andere Athabaskische volken. De Ahtna kenden zomer- en winterdorpen. Hun maatschappij werd net als bij volkeren van de Noordwestkust gekenmerkt door een duidelijke sociale stratificatie met aan het hoofd van elk dorp een tyone of dorpshoofd, met daaronder  skilles, die dienden als dorpsraad. Daaronder stonden het gewone volk en de slaven. In vroeger eeuwen organiseerden zij ook potlatch-evenementen met andere dorpen of stammen.

### Huizen
In de zomer woonden de Ahtna in tijdelijke huizen van sparren- en populierenhout. De muren waren bekleed met boomschors en voor de ingang hing een dierenhuid. In de winter woonde men in grote half-ondergrondse huizen, met afmetingen tot 3 meter breed en 12 meter lang. Ook deze werden van hout gemaakt en overdekt met sparrenschors. 

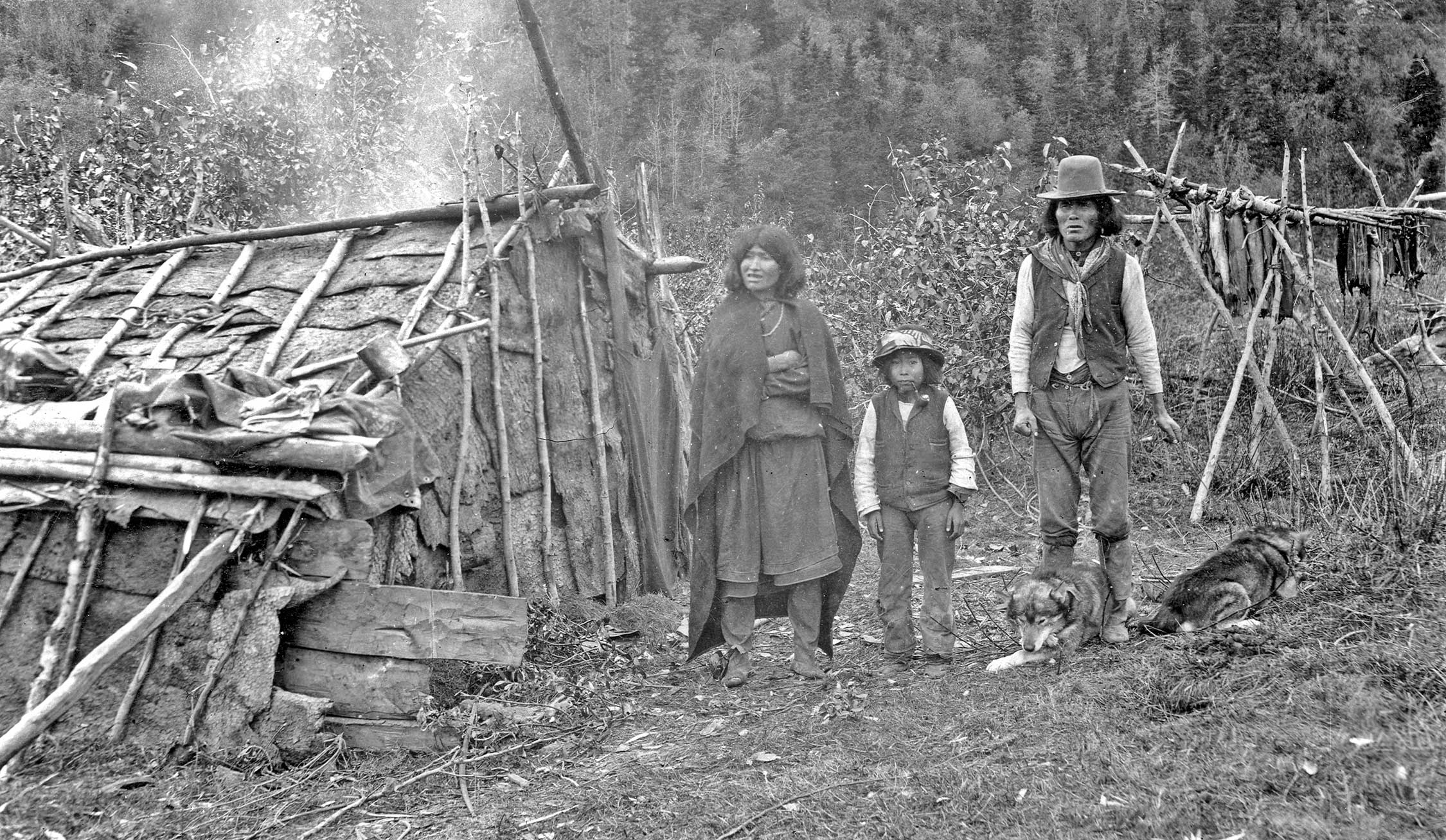
Ahtna familie in 1898

### Levensonderhoud
De Ahtna maakten deel uit van een handelsnetwerk met andere Athabaskische volken, de Alutiiq en de Tlingit. Ze ruilden bont- en andere huiden en koperwaar, en later met de Europeanen ook westerse goederen. Drie keer per jaar vonden op Hinchinbrook Island in de Prince William Sound ontmoetingen plaats om te kunnen handelen.
In 1971 werd de Ahtna Inc., opgericht. Via dochteronderneming AhtnaSTS levert deze diensten, onder andere aan overheidsorganen, bijvoorbeeld de U.S. Immigration and Customs Enforcement in het Port Isabel Detention Center. Het contract zal voor Ahtna Technical Services (ATS) op zijn minst $800 miljoen opleveren.